# Eria neglecta
Eria neglecta är en orkidéart som beskrevs av Henry Nicholas Ridley. Eria neglecta ingår i släktet Eria och familjen orkidéer. Inga underarter finns listade i Catalogue of Life.